# Epitroclea
L'epitroclea, o epicondilo mediale dell'omero, è un rilievo o tuberosità ossea, posta all'estremità inferiore (distale) dell'omero, a livello della epifisi. 
Questa protuberanza è localizzata sul lato mediale, in posizione sovrastante la troclea.
L'epitroclea presenta dimensioni maggiori rispetto all'epicondilo e sulla sua superficie dorsale è possibile evidenziare il solco del nervo ulnare. Tra le due tuberosità ossee, epicondilo ed epitroclea, vengono a localizzarsi le superfici articolari destinate alle ossa dell'avambraccio.

## Funzione
L'epitroclea offre inserzione  al legamento collaterale ulnare del gomito, al tendine del muscolo pronatore rotondo, e a un tendine comune di numerosi muscoli della regione anteriore dell'avambraccio, ovvero dei muscoli flessori dell'avambraccio, ed in particolare il flessore ulnare del carpo e il flessore radiale del carpo. Il nervo ulnare decorre in un solco sulla regione posteriore dell'epitroclea, che gli offre protezione. Il nervo ulnare, in questo tratto, risulta vulnerabile perché decorre molto in superficie lungo la parte posteriore dell'osso. Un minimo trauma a livello della troclea provoca una sensazione di formicolio (parestesie) da stimolazione del nervo ulnare.

## Patologia
Il sovraccarico funzionale dei muscoli epitrocleari, cioè dei muscoli sopra menzionati che trovano inserzione sull'epitroclea, determina una sindrome dolorosa che è nota come epitrocleite o gomito del golfista.
L'epitroclea può essere interessata da un particolare tipo di frattura, comportante un distacco dalla tuberosità con un meccanismo traumatico indiretto, secondario a caduta sul palmo della mano.

## Galleria d'immagini

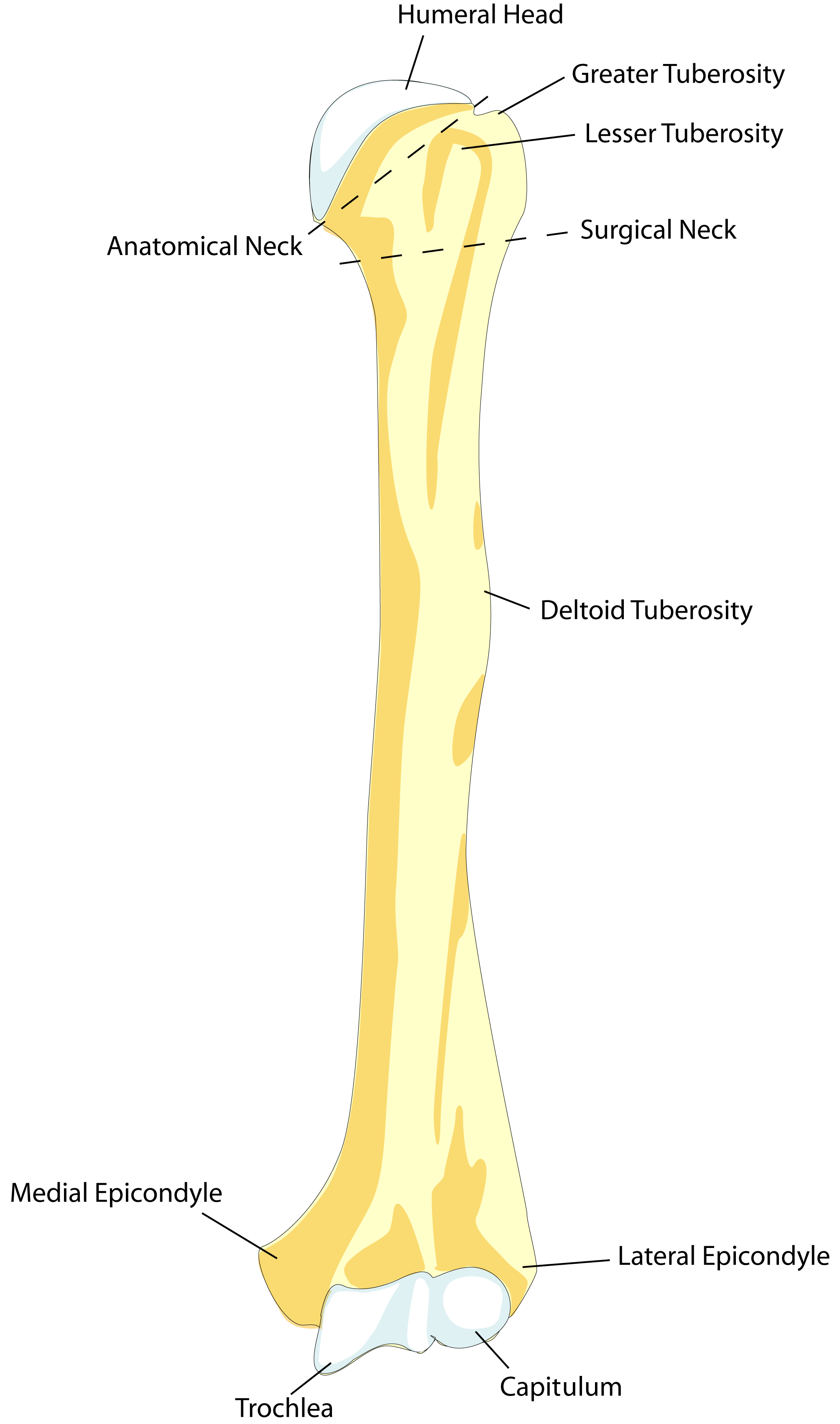
Omero sinistro. Vista anteriore.
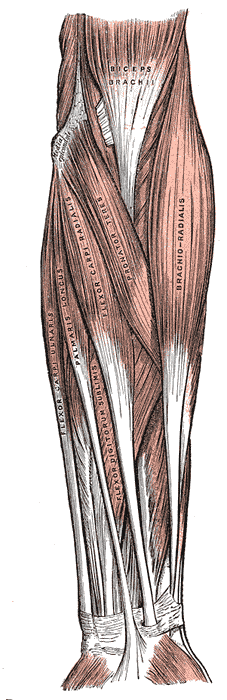
Visione frontale dell'avambraccio sinistro. Muscoli superficiali.
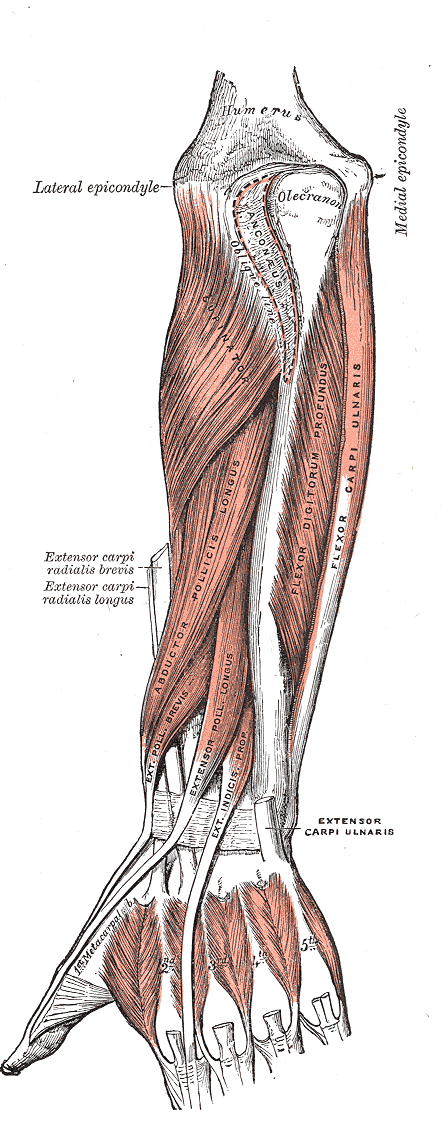
Visione posteriore dell'avambraccio. Muscoli profondi
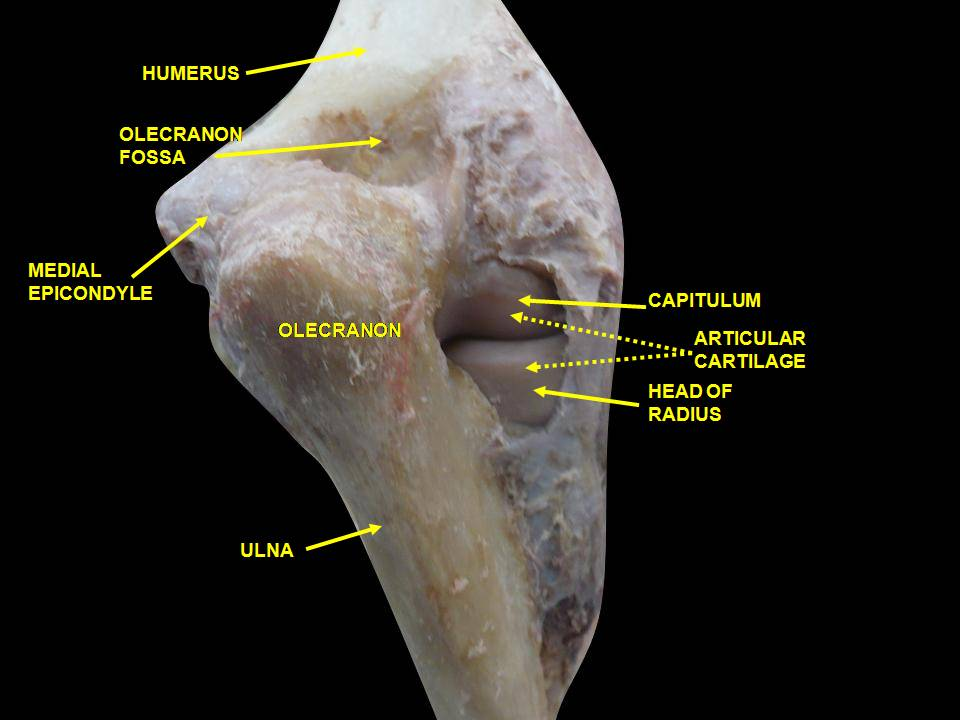
Articolazione del gomito. Dissecazione profonda. Visione posteriore.
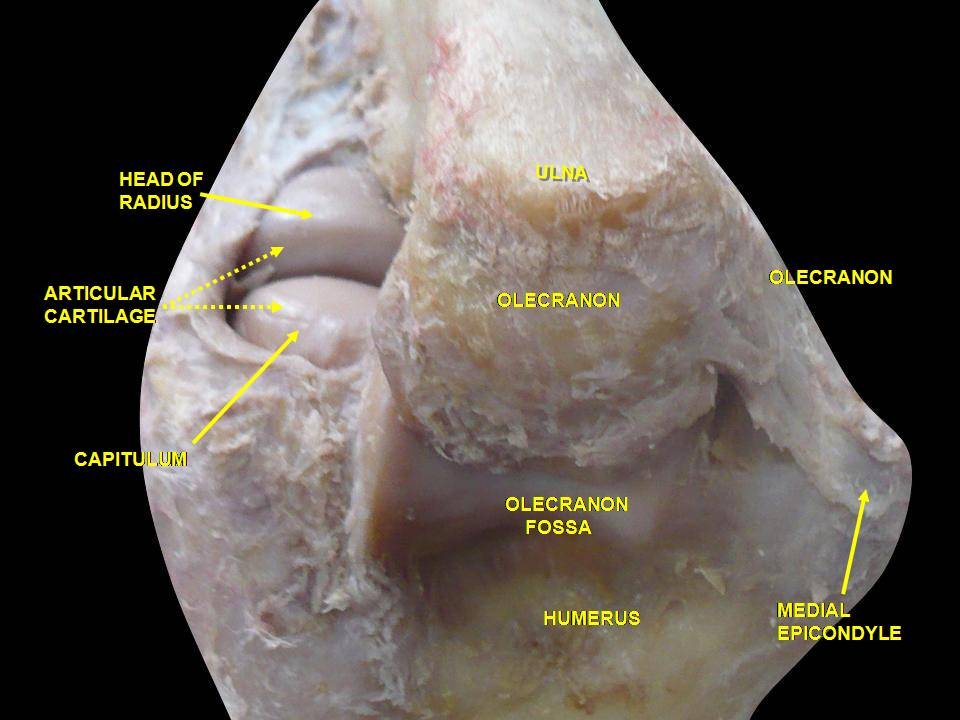
Articolazione del gomito. Dissecazione profonda. Visione posteriore.
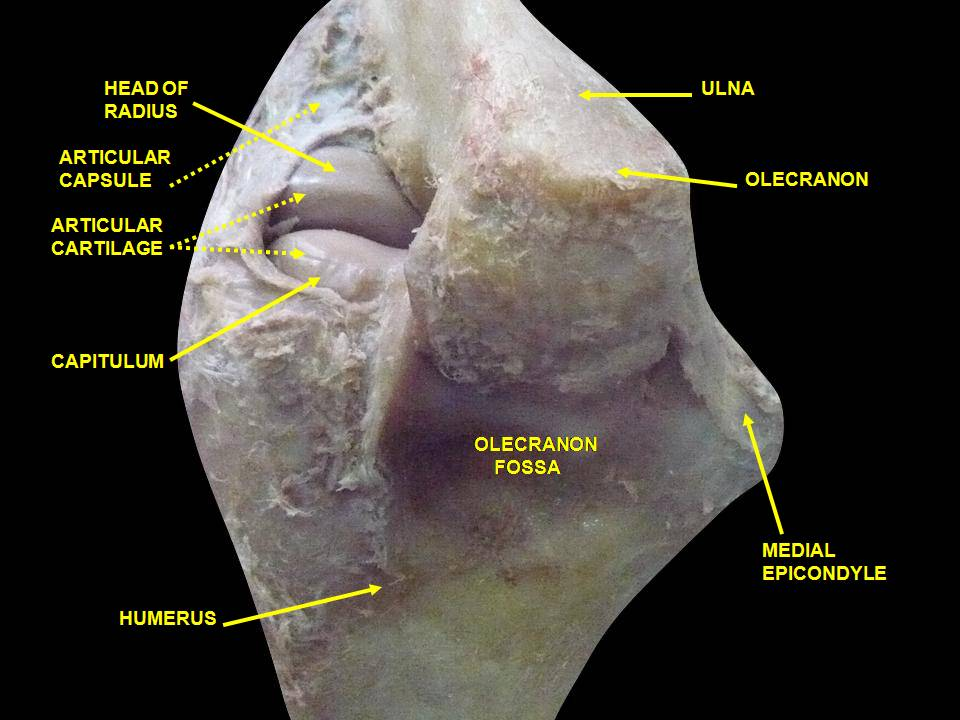
Articolazione del gomito. Dissecazione profonda. Visione posteriore.